# Altenau (Baixa Saxônia)
Altenau é uma cidade da Alemanha localizada no distrito de Goslar, estado da Baixa Saxônia.
Pertence ao Samtgemeinde de Oberharz.